# Söderfors
Söderfors – miejscowość (tätort) w Szwecji, w regionie administracyjnym (län) Uppsala, w gminie Tierp.
Według danych Szwedzkiego Urzędu Statystycznego liczba ludności wyniosła: 1704 (31 grudnia 2015), 1755 (31 grudnia 2018) i 1739 (31 grudnia 2019).